# Barakat III
Barakat ibn Muhàmmad ibn Ibrahim ibn Barakat ibn Barakat ibn Muhàmmad més conegut com a Barakat III fou xerif de la Meca durant el segle XVII, membre del clan Dhawu Barakat. El 1672 un nord-africà de nom Muhammad ibn Sulayman al-Rudani, amic del gran visir otomà Ahmet Köprülü i enfrontat al xerif Àhmad VII del clan Dhawu Zayd, es va posar al front d'una partida d'homes i va enderrocar al xerif, portant al tron a Barakat III. Muhammad ibn Sulayman al-Rudani va introduir una sèrie de reformes radicals destinades a millorar la vida dels residents estrangers a la Meca i altres llocs, i de la població més pobre, en contra de l'aristocràcia, però a la mort del gran visir Ahmet Köprülü el 1676, va perdre la seva influència. Barakat fou xerif fins a la seva mort el 1682 i el va succeir el seu fill Saïd I, que només va regnar dos anys, retornant llavors Àhmad VII al poder.